# Life art
Life art of 寫意人生 is een Hongkongse TVB-serie uit 2007. Het beginlied "活得寫意" is gezongen door Kevin Cheng. Chinese kalligrafie en Chinese schilderkunst komt vaak voor in de serie.

## Rolverdeling
- Kevin Cheng als Fong Chi-Chung
- Gigi Lai als Yam Chee-Wah
- Paul Chun Pui als Yam Ching-Chuen
- Makbou Mak
- Evonne Lam
- Chan Ka Yee
- Natalie Tong als Fong Chi-Man
- Ben Wong
- Astrid Chan

## Verhaal
Fong Chi-Chung (Kevin Cheng Ka-Wing) is een IT-technicus en Yam Chee-Wah (Gigi Lai Chi) is een talentvolle en intelligente illustrator van kinderboeken. Later komt Chi-Chung achter dat Chee-Wah de dochter is van Yam Ching-Chuen (Paul Chun Pui). Ching-Chuen is de leraar Chinese kalligrafie van Chi-Chung. De relatie van vader en dochter is zeer slecht. Chi-Chung probeert hen nader bij elkaar te brengen.
Welcome to the house 高朋滿座 · Best selling secrets 同事三分親 · The conquest 爭霸 · Ten brothers 十兄弟 · War and destiny 亂世佳人 · A change of destiny 天機算 · The family link 師奶兵團 · The green grass of home 緣來自有機 · Devil's disciples 強劍 · Fathers and sons 爸爸閉翳 · Steps 舞動全城 · Men don't cry 奸人堅 · Word twisters' adventures 鐵咀銀牙 · The building blocks of life 建築有情天 · The brink of law 突圍行動 · Best bet 迎妻接福 · Life art 寫意人生 · Heart of greed 溏心風暴 · On the first beat 學警出更 · The drive of life 歲月風雲 · The ultimate crime fighter 通天幹探 · Marriage of inconvenience 兩妻時代 · Survivor's law II 律政新人王II · The colours of love 森之愛情 · Heavenly in-laws 我外母唔係人 · The slicing of the demon 凶城計中計 · Phoenix rising 蘭花劫